# ماتیاس پاسلات
ماتیاس پاسلات (انگلیسی: Matthias Peßolat؛ زادهٔ ۲۶ مارس ۱۹۸۵) بازیکن فوتبال اهل آلمان است.
از باشگاه‌هایی که در آن بازی کرده‌است می‌توان به باشگاه فوتبال کارل زایس ینا، باشگاه فوتبال انرژی کوتبوس، باشگاه فوتبال کمنیتس، و باشگاه فوتبال قوت-وایس ارفورت اشاره کرد.